# جيمس كيرك
جيمس كيرك (بالألمانية: James Kirk) (و. 1986  م) هو ممثل أفلام كندي، ولد في فانكوفر.
.

## وصلات خارجية
- جيمس كيرك على موقع IMDb (الإنجليزية)
- جيمس كيرك على موقع ألو سيني (الفرنسية)
- جيمس كيرك على موقع قاعدة بيانات الأفلام السويدية (السويدية)
- جيمس كيرك على موقع إن إن دي بي (الإنجليزية)
- جيمس كيرك على موقع قاعدة بيانات الفيلم (الإنجليزية)
- جيمس كيرك على موقع كينوبويسك (الروسية)

- جيمس كيرك في قاعدة بيانات الأفلام على الإنترنت